# Штауббах
Штауббах (нем. Staubbachfall) — водопад, расположенный вблизи деревни Лаутербруннен в кантоне Берн (Швейцария).
Высота Штауббаха составляет почти 300 метров. До апреля 2006 года он считался самым высоким водопадом Швейцарии, пока новые измерения не установили первенство Зеренбахского водопада.

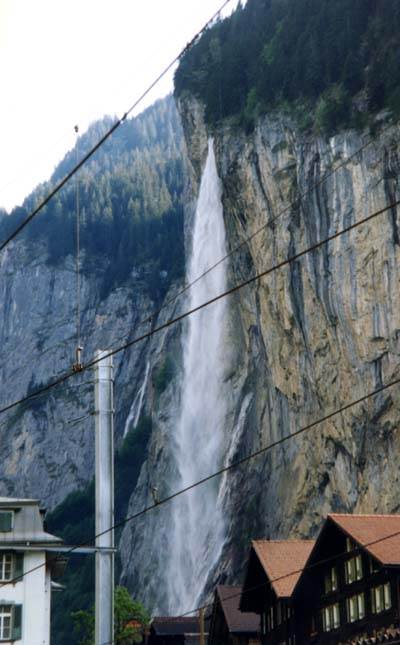
Вид на водопад Штауббах со стороны железнодорожной станции в Лаутербруннене

## Интересные факты
- Водопад посетил в 1789 году и описал Н. Карамзин в "Письма русского путешественника", глава 63.
- Водопад был изображен на швейцарской 3-сантимовой почтовой марке в 1930-х годах.
- Когда Иоганн Вольфганг фон Гёте посетил долину Лаутербруннен в 1779 году, он сделал этот водопад знаменитым, посвятив ему своё произведение «Песнь духов над водами» (нем. „Gesang der Geister über den Wassern“).
- В сентябре 1816 года лорд Байрон писал о водопаде Штауббах, сравнивая его с хвостом коня, на котором восседает «Смерть» на поле Апокалипсиса (англ. "The torrent is in shape, curving over the rock, like the tail of the white horse streaming in the wind, just as might be conceived would be that of the pale horse on which Death is mounted in the Apocalypse").